# Marsdenia griffithii
Marsdenia griffithii är en oleanderväxtart som beskrevs av J. D. Hooker. Marsdenia griffithii ingår i släktet Marsdenia och familjen oleanderväxter. Inga underarter finns listade i Catalogue of Life.